# 23:45
「23:45」（にじゅうさんじよんじゅうごふん）は、Julietの5枚目のシングル。2010年5月12日発売された。

## 概要
- 初めてシングルのジャケットにメンバーが登場した作品。
- 初回限定盤には「23:45」のMusic Videoとそのメイキングが収録されたDVDが付属している。

## 収録曲
1. 23:45
  - 作詞：Maiko／作曲：THE COMPANY
2. 消せない嘘  
  - 作詞：Maiko／作曲：Soundbreakers